# جان هودیاک
جان هودیاک (انگلیسی: John Hodiak; ۱۶ آوریل ۱۹۱۴ – ۱۹ اکتبر ۱۹۵۵) بازیگر تئاتر، مجری رادیو و بازیگر سینما اهل ایالات متحده آمریکا بود. وی بین سال‌های ۱۹۳۹ تا ۱۹۵۵ میلادی فعالیت می‌کرد.
از فیلم‌ها یا برنامه‌های تلویزیونی که وی در آن نقش داشته‌است می‌توان به کمین، در پهنه وسیع میسوری، قایق نجات، میدان جنگ، بازگشت به خانه، و خشم صحرا اشاره کرد.